# Corniglia
Corniglia is een frazione (fractie, deel)) van de Italiaanse gemeente Vernazza, provincie La Spezia.
Het is een van de vijf dorpen van de Cinque Terre en heeft een halte langs de spoorlijn Genua - Pisa.

In tegenstelling tot de andere dorpen van de Cinque Terre ligt het niet direct aan zee, maar op een heuvel ongeveer 100 meter boven zeeniveau. Het station kan bereikt worden via een serie trappen van 382 treden in 33 delen, de zogeheten “Lardarina”, aan de noordzijde van het dorp.
Een alternatief wordt gevormd door een weg die vanaf het station naar het dorp leidt.
- Gemeinsame Normdatei: 4602369-0
- Virtual International Authority File: 245838594